# Гордон, Джордж, 5-й граф Хантли
Джордж Гордон (англ. George Gordon; ум. 19 октября 1576, Стратбоги), 5-й граф Хантли (с 1565 года) — шотландский барон из рода Гордонов, один из наиболее последовательных сторонников королевы Марии Стюарт. Канцлер Шотландии (1566—1567).

## Деятельность
Джордж Гордон был сыном Джорджа Гордона, 4-го графа Хантли, который погиб во время мятежа против Марии Стюарт в 1562 году и чьи владения были конфискованы королевой. В 1565 году, во время мятежа поднятого графом Морея, Мария Стюарт освободила содержавшегося под стражей Гордона и возвратила ему титул и земельные владения его отца. С этого времени граф стал верным союзником, а вскоре и другом, королевы.
По всей видимости, граф Хантли знал, а возможно и участвовал в заговоре против мужа Марии Стюарт лорда Дарнли, завершившимся его вероломным убийством в начале 1567 года Хантли был практически единственным представителем высшей аристократии, поддержавшим последующий брак королевы с графом Ботвеллом и не изменившим ей во время всеобщего восстания баронов против Марии Стюарт в мае-июне 1567 года, которое завершилось свержением королевы.
Эмиграция Марии в Англию не остановила Хантли. Вместе с герцогом де Шательро и графом Аргайлом он возглавил «партию королевы» и стал организатором военных действий против правительственных сил в 1569—1573 годах с целью реставрации Марии Стюарт. Это движение, однако, было обречено на поражение из-за отсутствия прочной социальной опоры. 23 февраля 1573 года под давлением английской королевы Елизаветы I граф Хантли подписал «Пертское примирение» с правительством Мортона, признал королём Шотландии Якова VI и сложил оружие.
Был женат на Анне Гамильтон, дочери Джеймса Гамильтона, герцога де Шательро. Трое детей, один из них Джордж Гордон, 1-й маркиз Хантли.